# Street Kings
Street Kings is een Amerikaanse thriller uit 2008 geregisseerd door David Ayer naar een scenario van James Ellroy en Kurt Wimmer.

## Verhaal
Tom Ludlow (Keanu Reeves) is een vice-detective van de politie in Los Angeles. Hij vormt samen met Mike Clady (Jay Mohr), Cosmo Santos (Amaury Nolasco) en Dante Demille (John Corbett) een tamelijk onorthodox team onder kapitein Jack Wander (Forest Whitaker). Zij nemen het met zijn allen niet zo nauw met de regels wanneer ze op criminelen jagen. Zo schiet Ludlow de ontvoerders van twee kleine meisjes dood zodra hij ze ziet en plant vervolgens wapens op hun dode lichamen om te kunnen zeggen dat hij zichzelf verdedigde. Wander zorgt telkens voor een verklaring die door de beugel kan, hoewel hij daarvoor creatief met de waarheid om moet gaan.
Ludlows voormalige partner Terrence Washington (Terry Crews) blijkt in gesprek te zijn met kapitein James Biggs (Hugh Laurie) van Interne Zaken, die een corruptiezaak op het spoor is. Wander vertelt Ludlow dat zijn oud-partner onder meer over hem praat. Hij wil daarom verhaal gaan halen bij Washington en volgt deze een benzinestation in, dat direct daarna overvallen wordt door twee zwaarbewapende mannen. Zij doorzeven Washington met kogels.
Hoewel Ludlow niet het plan had Washington om te brengen, lijkt de situatie daarop te wijzen. Wander en zijn collega's willen dit oplossen door bewijsmateriaal weg te werken, maar daardoor zal er geen zoektocht naar de moordenaars van Washington komen. Hier kan Ludlow niet mee leven, waarop hij deze vervolgens op eigen houtje probeert op te sporen met hulp van de ambitieuze agent Paul Diskant (Chris Evans). Er blijkt veel meer aan de hand dan een uit de hand gelopen overval van wat bendeleden. Het gevonden DNA is namelijk van mensen die Ludlow dood en begraven terugvindt.

## Rolverdeling
- Keanu Reeves - Detective Tom Ludlow
- Forest Whitaker - Kapitein Jack Wander
- Hugh Laurie - Kapitein James Biggs
- Cedric the Entertainer - Scribble
- Martha Higareda - Grace Garcia
- John Corbett - Dante Demille
- Chris Evans - Detective Paul Diskant
- Terry Crews - Terrence Washington
- Naomie Harris - Linda Washington
- Jay Mohr - Sergeant Mike Clady
- Common - Coates
- The Game - Grill
- Amaury Nolasco - Cosmo Santos

## Trivia
- De Belgische regisseur Erik Van Looy zou aanvankelijk deze film gaan regisseren (toen was de titel nog 'The Night Watchman'), maar Van Looy werd op het laatste moment van het project gehaald omdat de studio niet met een minder bekende regisseur wilde werken.